# 氫-5
氫-5是氫的一個人造放射性同位素，極為不穩定。它的原子核包含了四個中子和一個質子，在實驗室裡用一個氚的原子核來轟炸氚，這讓氚吸收氚原子核的两个中子而形成了氫-5。氫-5的半衰期非常短，只有86±6 ys（(8.6±0.6)×10−23 s）——为所有核素中最短。